# Villem Kapp

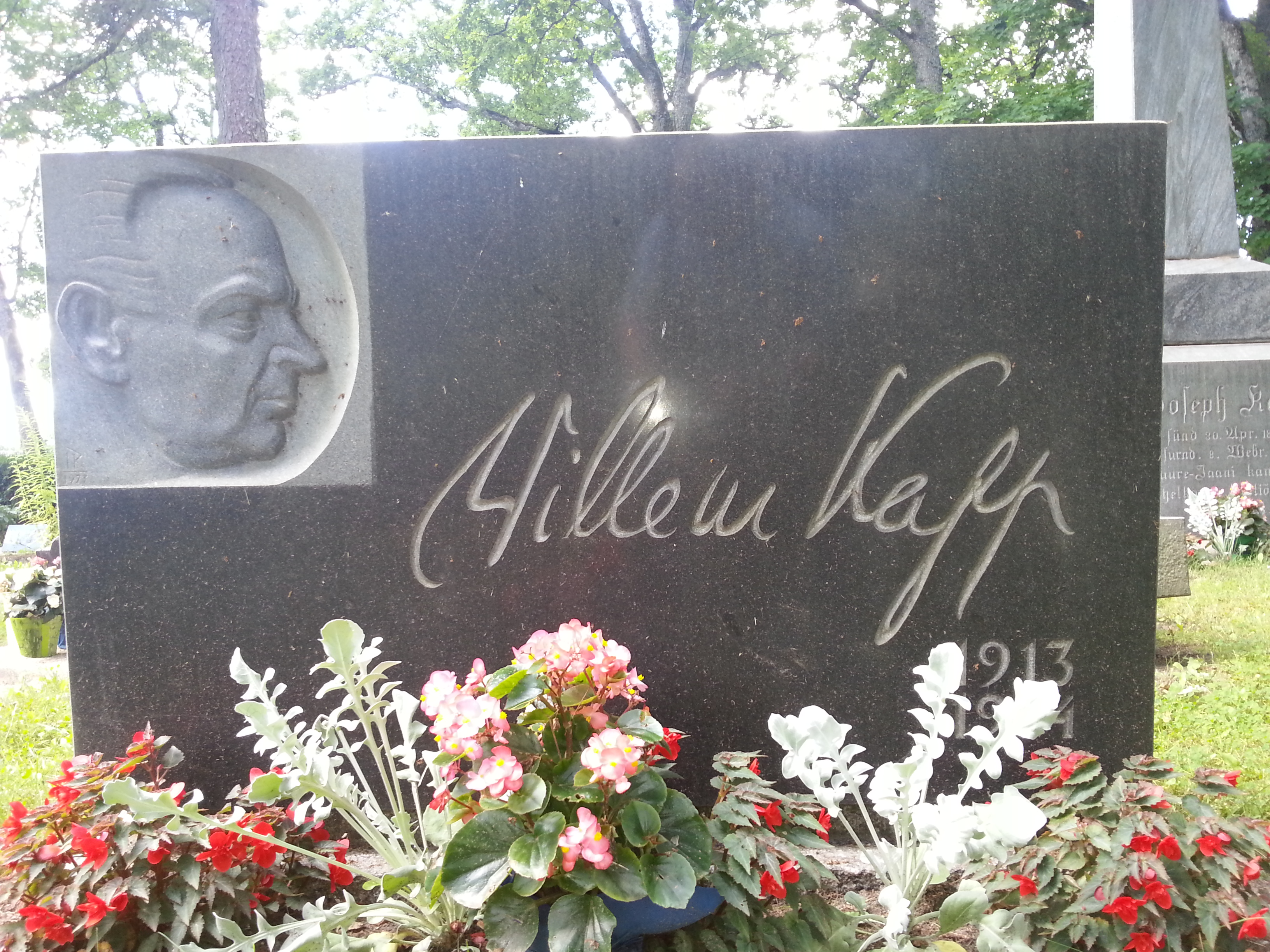
Nagrobek Villema Kappa na cmentarzu w Suure-Jaani

Villem Kapp (ur. 7 września 1913 w Suure-Jaani, zm. 24 marca 1964 w Tallinnie)  – estoński kompozytor i pedagog.

## Życiorys
Był bratankiem Artura Kappa, który był jego pierwszym nauczycielem muzyki .  
Studiował w Konserwatorium w Tallinnie, gdzie w 1938 ukończył klasę organową Augusta Topmana oraz w 1944 klasę kompozycji Heino Ellera . 
Od 1944 aż do śmierci wykładał kompozycję w Konserwatorium, od 1956 jako profesor nadzwyczajny; w latach 1957–1964 zarządzał Wydziałem Kompozycji. Równocześnie pozostawał także aktywnym dyrygentem chóralnym i organistą. Był członkiem zarządu Związku Kompozytorów Estońskich .
Jego główny wkład jako kompozytora w muzykę estońską to przede wszystkim pieśni solowe i chóralne. Wśród najpopularniejszych jego utworów jest poemat chóralny Põhjarannik (The Northern Coast, 1958). Wykazał się też dużym talentem w komponowaniu muzyki instrumentalnej, która zachowuje klimat estońskiego folkloru, mimo iż Kapp nie wykorzystuje w sposób dosłowny motywów z ludowych pieśni . 